# Kona (игра)
Kona — приключенческая компьютерная игра, разработанная канадской студией Parabole и изданная Ravenscourt. Действие игры разворачивается в октябре 1970 года, в центре внимания находится Карл Фобер, частный детектив, который приезжает в заснеженный городок в Нор-дю-Квебеке только для того, чтобы обнаружить, что место пустынно, а вокруг что-то скрывается. Продолжение, Kona II: Brume, было выпущено 18 октября 2023 года.

## Игровой процесс
Kona включает в себя элементы выживания и взаимодействия со сверхъестественным. Игрок путешествует по заснеженному городку в поисках какой-либо жизни. По пути ему попадается множество зданий, которые будут служить ему в качестве убежища, где можно отогреться и найти припасы. Угрозы выживания в данном месте включают в себя холод (решается путем разведения огня) и волков (которых можно застрелить или отвлечь сырым мясом). В игре присутствует уровень стресса персонажа, который повышается при виде неприятных сцен, столкновении с трудными ситуациями или возникновении несчастных случаев. Более высокий уровень стресса снижает скорость бега и делает прицеливание более сложным, но главный герой может успокоиться, выкурив сигарету или выпив пиво.
Навигация по области осуществляется от первого лица. Во время вождения главный герой игры Карл может держать масштабируемую карту в правой руке на случай, если нужно что-то проверить. В игре звучат мысли Карла, когда он просматривает подсказки, чтобы выяснить, что случилось с городом, а также решение головоломок.

## Сюжет
Действие игры разворачиваются в октябре 1970 года. В центре сюжета — Карл Фобер, частный детектив, который приезжает в заснеженный городок в Норд-дю-Квебеке.

## Разработка
Kona была разработана канадской компанией Parabole. Первоначальное финансирование игры было получено в рамках краудфандинговой кампании на сайте Kickstarter. Кампания по сбору средств была запущена 7 августа 2014 года с целью собрать около 40 000 долларов США, кампания по сбору средств завершилась 6 сентября 2014 года, когда 134 человека собрали 44 271 доллар США. Ведущий разработчик, Александр Фисе, позже сказал, что финансирование от Kickstarter позволило бы создать пятиминутную игру. Позже финансирование игры поступило из Канадского медиафонда, на долю которого пришлось примерно половина вложений. Игра была выпущена в раннем доступе Steam в марте 2016 года, полноценный релиз проекта состоялся год спустя.

## Продолжение
Продолжение, Kona II: Brume, было анонсировано в июле 2022 года, выход проекта запланирован на 2023 год.

## Отзывы
| Сводный рейтинг       | Сводный рейтинг                          |
| Агрегатор             | Оценка                                   |
| --------------------- | ---------------------------------------- |
| Metacritic            | 73/100 (PC) 71/100 (PS4) 63/100 (Switch) |
| OpenCritic            | 71/100                                   |
| «Критиканство»        | 70/100                                   |
| Иноязычные издания    |                                          |
| Издание               | Оценка                                   |
| Destructoid           | 8,5/10                                   |
| Nintendo Life         | [ 19 ]                                   |
| Nintendo World Report | 7/10                                     |

Игра получила смешанные отзывы на всех платформах, согласно сайту агрегации рецензий Metacritic.